# سكوت رايت
سكوت رايت (بالإنجليزية: Scott Wright)‏ (8 أغسطس 1997 في المملكة المتحدة - ) هو لاعب كرة قدم بريطاني في مركز الهجوم. شارك مع منتخب اسكتلندا تحت 17 سنة لكرة القدم ومنتخب اسكتلندا تحت 19 سنة لكرة القدم. أما مع النوادي، فقد لعب مع نادي أبردين.

## وصلات خارجية
- سكوت رايت على موقع الاتحاد الأوربي (الإنجليزية)
- سكوت رايت على موقع قاعدة بيانات كرة القدم.إي يو (الإنجليزية)
- سكوت رايت على موقع Soccerbase.com (لاعب) (الإنجليزية)
- سكوت رايت على موقع Soccerway.com (الإنجليزية)
- سكوت رايت على موقع عالم كرة القدم.نت (الإنجليزية)